# Faust et Hélène
Faust et Hélène es una cantata para mezzosoprano, tenor, barítono y orquesta de la compositora francesa Lili Boulanger ((1893-1918)). Fue compuesta en París en 1913 y con ella, ganó el Premio de Roma de composición musical de ese mismo año, convirtiéndose en la primera mujer en obtener este galardón

## Historia
La candidatura al Premio de Roma, que concedía el Gobierno francés, había sido una constante en su familia. Su padre, Ernest Boulanger lo había ganado en 1835 y su hermana, Nadia Boulanger, había llegado a alcanzar un segundo premio en 1908, pensándose entonces que el techo de cristal estaba establecido en ese puesto secundario. Al premio solo pudieron concurrir las mujeres a partir de 1903 y Nadia se había presentado por primera vez al mismo en 1906.
Lili ya había intentado ganar el premio en 1912, pero se retiró debido a problemas de salud. Sin embargo, al año siguiente, con 19 años, se convirtió en la primera mujer en ganarlo.
Los candidatos, que debían de tener menos de treinta años, debían superar las siguientes pruebas:
- Prueba preliminar: escribir una fuga.
- Concurso de ensayo: escribir una obra para coro sobre un texto fijado previamente.
- Prueba principal, para los que habían superado lo anterior: escribir una cantata sobre un texto determinado en un tiempo determinado.

Este épisode lyrique (denominado así según la partitura), Faust et Hélène está compuesto sobre un poema en francés de Eugène Adenis, basado en la segunda parte de Fausto de Goethe, en una escena de amor entre Fausto y Helena de Troya. Fausto (tenor), se despierta y pide a Mefisto (barítono) que reviva a Helena. Pero aunque Mefisto intenta disuadirlo, no lo consigue. Helena (mezzo), que al principio se resiste a que la despierten, ante la insistencia de Fausto provoca un breve pero apasionado dúo amoroso interrumpido en su apogeo por la advertencia de Mefisto de que los espectros de las legiones cuya muerte causó Helena han venido a reclamarla. Termina con Mefisto repitiendo: "¡Hemos retado a Dios! ¡Ay de nosotros!" 
La cantata dura alrededor de 30 minutos. Está escrita para tres solistas vocales (mezzosoprano, tenor y barítono) y orquesta (3 flautas, 3 oboes, 3 clarinetes, 3 fagotes, 4 trompas, 5 trompetas, 3 trombones, tuba, batería, timbales, celesta, 2 arpas y cuerdas (divisi))".

## Publicación y audición
Gracias al premio, consiguió un contrato con la editorial Ricordi y su partitura fue publicada en 1913. La cantata está dedicada a Nadia Boulanger.
La primera audición pública tuvo lugar el 16 de noviembre de 1913 por los Concerts Colonne en el Théâtre du Châtelet obteniendo un gran éxito, tanto de público como de crítica. El 24 de noviembre fue recibida en el Palacio del Elíseo por el presidente de la República Raymond Poincaré. La cantata tuvo muchas interpretaciones durante su vida.